# 鹅绒粗饰蚶
鹅绒粗饰蚶（学名：Anadara uropigmelana），是魁蛤目魁蛤科粗饰蚶属的一种。常栖息在潮下带。

## 分佈
本物種分佈於中国大陆及阿拉伯半島東部。